# Helena Štáchová

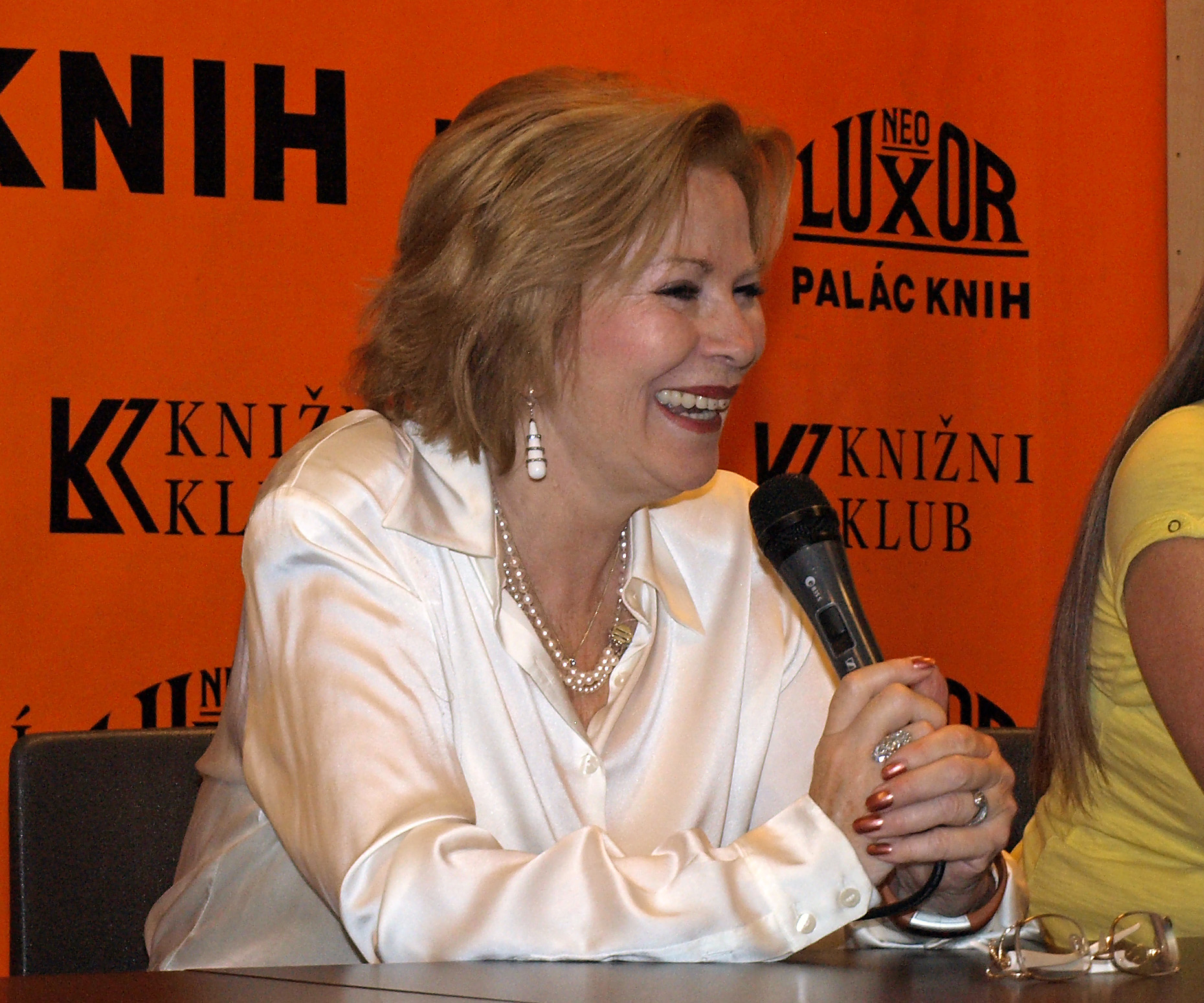
Helena Štáchová (2011)

Helena Štáchová (* 18. November 1944 in Prag; † 22. März 2017 ebenda) war eine tschechische Puppenspielerin, Sängerin, Autorin, Regisseurin und Synchronsprecherin. 50 Jahre lang führte sie die weiblichen Figuren in der Welt von Spejbl und Hurvínek und lieh ihnen ihre Stimme. Von 1996 bis 2016 leitete sie das Prager Marionettentheater Spejbl und Hurvínek.

## Leben und Wirken
Štáchová wurde in der Endphase des Zweiten Weltkrieges in eine musisch begabte Akademikerfamilie geboren. Der Vater war Ingenieur, die Mutter Professorin; der Bruder wurde Tierarzt. Nach dem Abitur wurde sie an der Pädagogischen Fakultät im Fachbereich Literatur und Kunstpädagogik angenommen, begann aber das Studium nicht, sondern bezog die Theaterfakultät der Akademie der musischen Künste in Prag (DAMU). Hier schloss sie 1966 ab und kam im Alter von 22 Jahren zum berühmten Marionettentheater Spejbl und Hurvínek. Schon ein Jahr später ersetzte sie Božena Weleková beim Führen und Sprechen der Figur Mánička. 1971 wurde auf ihre Anregung hin die Figur der Frau Kateřina, der Oma Máničkas und somit einer weiteren weiblichen Gegenfigur des Vater-Sohn-Paares Spejbl und Hurvínek, geschaffen. Štáchová übernahm auch diese Figur und führte nun wie Miloš Kirschner mit den beiden männlichen Figuren für lange Zeit die beiden weiblichen Hauptfiguren.
1972 heiratete sie den 16 Jahre älteren Theaterleiter Kirschner. 1984 hatte sie einen schweren Autounfall, bei dem sie im Gesicht erheblich verletzt wurde.

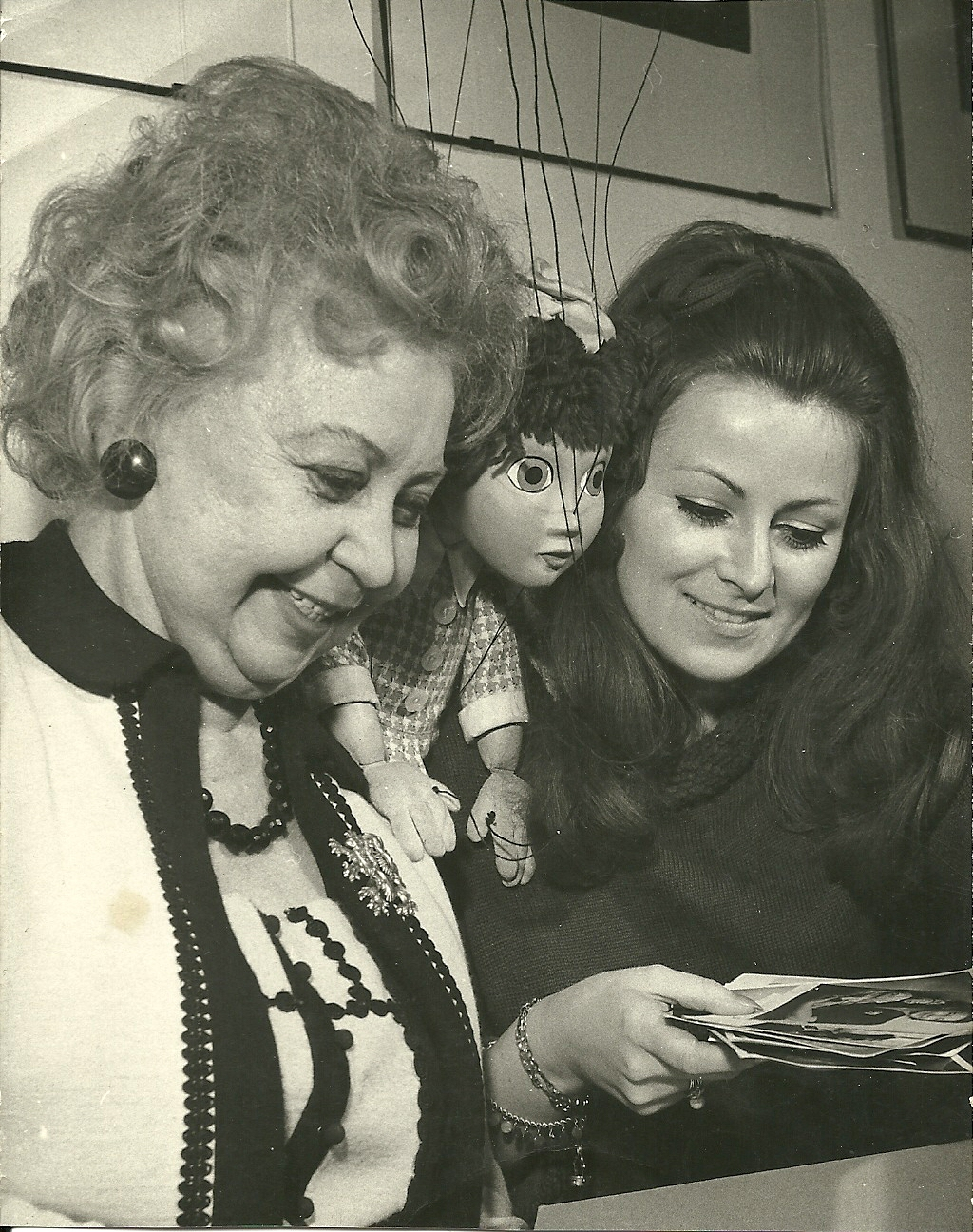
Štáchová (rechts) mit ihrer Vorgängerin Božena Weleková; zwischen beiden die Marionette Mánička (1969)

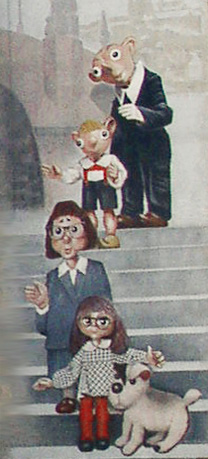
Die gesamte „Familie“ auf einem Wandbild an der Außenfassade des Prager Marionettentheaters „Spejbl und Hurvínek“; dritte und vierte von oben: Frau Katharina und Mánička

Seit 1969 nahm Štáchová mit dem Ensemble Schallplatten für Supraphon auf, die überaus erfolgreich waren und mit 33 Gold-, 25 Platinschallplatten und einer Diamantschallplatte ausgezeichnet wurden. Supraphon verkaufte allein in der Tschechoslowakei und danach in Tschechien mehr als fünf Millionen Tonträger mit den Geschichten rund um Spejbl und Hurvínek. Erfolge hatte das Theater auch außerhalb des tschechischen Sprachraumes, wohin die Truppe regelmäßig auf Tournee ging. Unter Miloš Kirschner hatte das Ensemble 17 Fremdsprachen im Repertoire, darunter Japanisch und Arabisch. Unter Kirschners Nachfolger als Sprecher und Führer der Hauptfiguren Martin Klásek waren es noch elf Fremdsprachen. Da Kirschner und Klásek zum Teil verschiedene Sprachen als Hauptsprecher verkörpern konnten, kam Štáchová, die mit beiden arbeitete, letztlich auf Auftritte in 21 Sprachen. Dabei trat sie in mehr als 30 verschiedenen Ländern auf. Besonderer Beliebtheit erfreuten sich die Figuren auch in der DDR, wo mehr als zehn Hörspiele in deutscher Sprache auf Schallplatten veröffentlicht wurden. Zudem wurden viele der Programme filmisch aufgenommen und zunächst im Fernsehen, später auch auf DVD veröffentlicht.
Nach Kirschners Tod im Jahr 1996 übernahm Štáchová die Leitung des Theaters, arbeitete an der Ausarbeitung der Stücke mit und führte auch Regie; ihr neuer Lebenspartner wurde der Politikwissenschaftler Zdeněk Zbořil. 2000 entbrannte eine juristische Auseinandersetzung mit der Stadt Pilsen um die Nutzungsrechte an den Figuren, die acht Jahre andauerte und erst 2008 endgültig zugunsten des Theaters entschieden wurde. 2004 diagnostizierte man bei Štáchová ein Lymphom, den Kampf gegen die Krankheit verarbeitete sie 2005 im Buch Život na nitích (Leben an Fäden). 2016 ging sie – ein Jahr vor ihrem Tod – in den Ruhestand. Nachfolgerin als Verkörperung der weiblichen Figuren wurde die Schauspielerin Marie Šimsová.
Neben der Arbeit für das Marionettentheater betätigte sich Štáchová auch in anderen Bereichen. So war sie als Synchronsprecherin aktiv und lieh unter anderem in der tschechischen Version von Die Simpsons lange Zeit Lisa Simpson ihre Stimme. Einige Zeit lehrte sie an der DAMU. Sie verfasste 54 Fernseh- und Radiospiele sowohl für Kinder wie auch für erwachsenes Publikum. Sie schrieb zudem neun Bücher.
Štáchová war hoch dekoriert. So nahm sie 2013 für das Theater den Thalia-Preis entgegen. Im selben Jahr wurde sie von der tschechischen Handelskammer mit dem Goldenen Lorbeerorden geehrt. 2016 wurde sie im Zuge der Feierlichkeiten zum 90. Geburtstag der Figur Spejbl Ehrenmitglied der Herecká asociace, der tschechischen Schauspielervereinigung.
Štáchová hatte mit Kirschner drei Kinder, von denen zwei überlebten; die älteste Tochter Helena starb schon einen Tag nach der Geburt. Beide ergriffen Berufe, die sie zur Arbeit im Marionettentheater Spejbl und Hurvínek befähigten. Die Tochter Denisa studierte Kulturwissenschaften an der Karls-Universität Prag und ist als Dramaturgin am Marionettentheater tätig. Darüber hinaus arbeitet sie als Theaterschauspielerin und Buchautorin. Sohn Miloš studierte und arbeitet an der Filmfakultät der Akademie der musischen Künste in Prag. Er schreibt Szenarien für Stücke und Hörspiele, bei Letzteren führt er auch Regie. Zudem entwirft er Puppen für das Theater.

## Deutschsprachige Hörspiele und Aufzeichnungen (Auswahl)
Tonträger
- Spejbl & Hurvínek, Schallplatte, Supraphon Prag, ČSSR, 1968
- Hurvíneks Schneemann, Schallplatte, Supraphon Prag, ČSSR, 1977
- Spejbls herzliche Metaferosen
- Hurvínek im Traumland, Schallplatte, Supraphon Prag, ČSSR, 1982
- Amorosiada, LP
- Hurvíneks Schneemann, LP
- Der Weihnachtskarpfen, EP (oder Single?)
- Spejbl & Hurvínek zum Geburtstag, Schallplatte, Supraphon Prag, ČSSR, 1975
- Spejbl & Hurvínek – Hurvínek unter den Käfern, Supraphon Prag, ČSSR, 1977
- Spejbls Urlaub mit Hurvínek, Schallplatte, Supraphon Prag, ČSSR, 1980
- Hurvínek macht Ferien, Supraphon Prag, ČSSR, 1980
- Hurvíneks Geburtstag
- Hurvíneks gute Kinderstube
- Das Beste von Spejbl und Hurvinek, 3 CDs, 2002 (Kompilation diverser Supraphon-Aufnahmen)
- Neues von Spejbl und Hurvinek, 3 CDs, 2003 (Kompilation diverser Supraphon-Aufnahmen)

Videoalben
- Spejbl & Hurvínek – Das Leben ist schön, DVD, 2004
- Spejbl & Hurvínek – Wie alles begann, DVD, 2004
- Spejbl & Hurvínek – Hurvíneks Jahr, DVD, 2004
- Spejbl & Hurvínek – DVD Collection (3 DVDs – Zusammenstellung obiger drei Einzelveröffentlichungen), 2004
- Hurvinek und die Zauberflöte, DVD 2005